# ボーン・レガシー
『ボーン・レガシー』（The Bourne Legacy）は、エリック・ヴァン・ラストベーダーによる2004年のスパイ小説である。前作『最後の暗殺者』（1990年）より14年ぶりとなるジェイソン・ボーンを主人公としたシリーズの4作目であり、シリーズ創始者のロバート・ラドラムが亡くなったため、本作よりラストベーダーが執筆することになった。ラストベーダーによるシリーズ作品は2012年時点で『The Bourne Imperative』まで7作が発表されている。
2012年8月に同名の映画が公開されたが、内容は本作と異なると報じられていてそのとおりとなった。

## あらすじ
『最後の暗殺者』の後、ジェイソン・ボーンは再びデヴィッド・ウェブと名乗り、ジョージタウン大学で言語学の教授に就いていた。しかしこの平穏は長続きせず、ボーンの頭を銃弾が霞めたことで沈黙は破られた。
ボーンはまず、CIA時代の友人だったアレックス・コンクリンに会いに行った。だがコンクリンの家に着くと彼は既に死亡しており、さらに直後に警察が駆けつけ、濡れ衣を着せられたボーンは追われる身となった。逃亡しながらボーンはコンクリンの携帯電話とメモを手掛かりに、自分を襲い、友人を殺した犯人を突き止めることにした。

## 同名の映画作品
『ボーン・アルティメイタム』の脚本に参加したジョージ・ノルフィは、それまでのようにロバート・ラドラムの小説に関連にした第4の映画の脚本を書く予定であった。ジェイソン・ボーン役のマット・デイモンも当初からプロジェクトに入っており、さらにジュリア・スタイルズとジョアン・アレンも参加を依頼されていた。しかしながら当初続投が予定されていたポール・グリーングラス（『ボーン・スプレマシー』、『ボーン・アルティメイタム』の監督）の降板が2009年11月30日に発表され、マット・デイモンも「彼無しで映画を撮ることはありえない」と述べた。
2010年6月9日、トニー・ギルロイが『ボーン・レガシー』の脚本、監督を担当し、同作が2012年に公開されると発表された。映画『ボーン・レガシー』は小説『ボーン・レガシー』をベースとした内容ではなく、ジェイソン・ボーンも登場しない。同映画は新しいカノンに基づいたリブートの類ではなく、これまでのシリーズのスピンオフのような形となり、ボーンを作ったトレッドストーン作戦と類似の作戦によって生み出された新キャラクターが描かれる。またギルロイは、デイモンとグリーングラスが将来シリーズに復帰する可能性も無くなってはいないと語っている。『ボーン・レガシー』は2012年8月3日に北米で公開された。

## ジェイソン・ボーン・シリーズ（小説）
ロバート・ラドラム著
- 1980　暗殺者           The Bourne Identity
- 1986　殺戮のオデッセイ The Bourne Supremacy
- 1989　最後の暗殺者     The Bourne Ultimatum

エリック・ヴァン・ラストベーダー著
- 2004　ボーン・レガシー      The Bourne Legacy
- 2007　ボーン・ビトレイヤル  The Bourne Betrayal
- 2008　ボーン・サンクション  The Bourne Sanction
- 2009　The Bourne Deception
- 2010　The Bourne Objective
- 2011　The Bourne Dominion
- 2012　The Bourne Imperative
- 2013　The Bourne Retribution